# Johan Joseph Sternemann

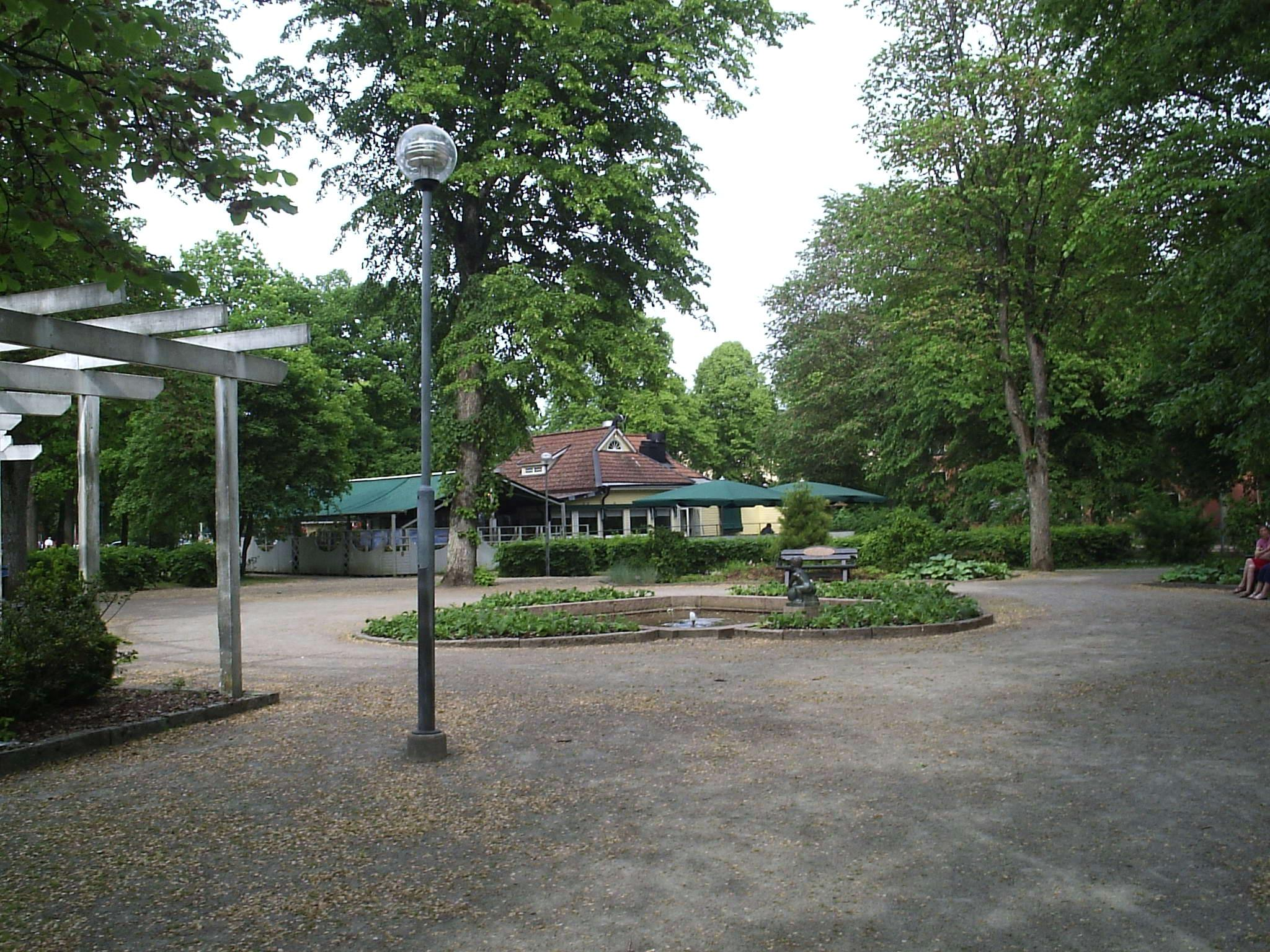
Stadsparken "Plantis" i Falköping, 2006

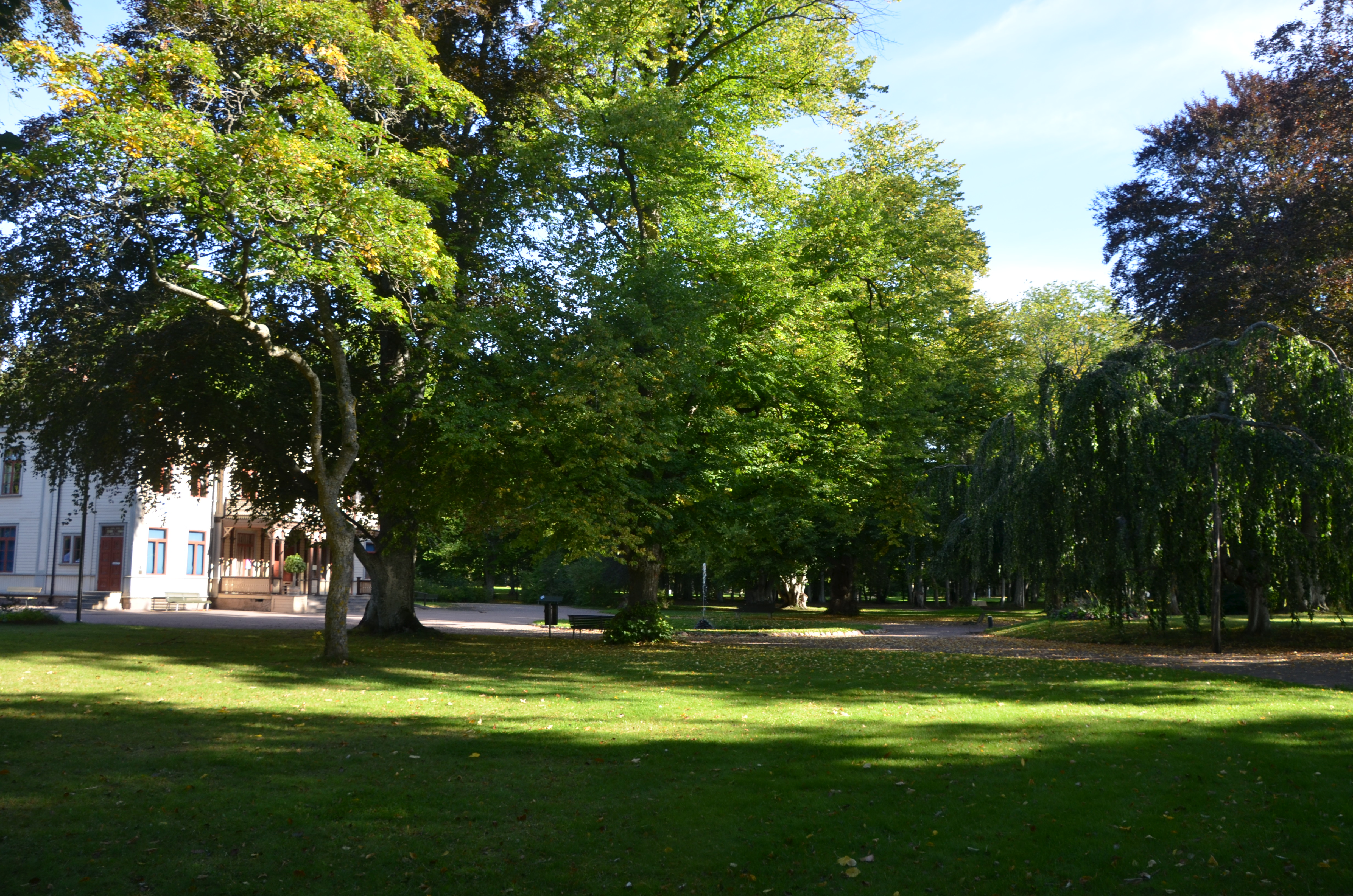
Hjo stadspark

Johan Joseph Sternemann, född 6 juni 1824 i Erfurt i Sachsen i Tyskland, död 1895 i Sverige, var en tysk-svensk landskapsarkitekt.
Johan Joseph Sternemann flyttade i sin ungdom från Tyskland till Sverige och arbetade vid 21-åldern som trädgårdsdräng i Närke. Han var därefter trädgårdsmästare för parken och orangeriet på Baldersnäs i Dalsland, och senare på Östanås herrgård i Värmland. År 1857 kom han till Västergötland, där han blev kvar fram till sin död. År 1862 utarbetade han ett förslag till en park i anslutning till en planerad huvudbyggnad på Hjelmsäters egendom på Kinnekulle. I Lidköping gestaltade han planen kring Sankt Nicolai kyrka och Strömparterren. I Falköping planerade Sternemann stadsparken "Plantis" för Planteringsförbundet 1885.
Sternemann engagerades i slutet av 1876 av det nybildade företaget Hjo Vattenkuranstalt för att gestalta ett av företaget nyinköpt, i huvudsak trädlöst, markområde norr om Hjo hamn till en badpark i tysk stil. Badparken finns kvar i stort sett oförändrad, och är sedan 1935 Hjo stadspark. I Hjo utformade Sternemann också den parkliknande trädgården på Baggstedtsgården.
I slutet av 1840-talet gifte sig Sternemann med Caijsa Frykström (1817–1870). Tillsammans fick de sju barn, varav en son och fyra döttrar nådde vuxen ålder.